# هاسكيل سمول
هاسكيل سمول (بالإنجليزية: Haskell Small)‏ هو معلم موسيقى وعازف بيانو وملحن أمريكي، ولد في 3 يونيو 1948.

## وصلات خارجية
- هاسكيل سمول على موقع ميوزك برينز (الإنجليزية)
- هاسكيل سمول على موقع ديسكوغز (الإنجليزية)